# Prague (Oklahoma)
 For alternative betydninger, se Prague. (Se også artikler, som begynder med Prague)
Prague er en by i det sydøstelige Lincoln County i Oklahoma i USA. I 2010 boede der 2.386 mennesker i byen, hvilket var en stigning på 11,6 % fra 2000. Tjekkiske immigranter grundlagde byen og opkaldte den efter hovedstaden i Tjekkiet, Prag, men med en ændret udtale af navnet.